# Bernhard Fischer-Schweder
Friedrich Bernhard Fischer-Schweder (* 12. Januar 1904 in Spandau; † 28. November 1960 im Gefängnis Hohenasperg) war ein deutscher Kriminalbeamter und SA- bzw. SS-Führer, zuletzt im Rang eines SS-Oberführers. Er wurde vor allem bekannt als Kommandeur des Einsatzkommandos Tilsit, das im Sommer 1941 in Memel (Klaipėda) mehrere tausend Juden in Litauen ermordete.

## Leben

### Frühes Leben
Fischer-Schweder wurde als Sohn des Bauunternehmers Friedrich Carl Fischer (* 15. April 1871 in Praussnitzin; † 2. August 1915 in Nongrodno) und seiner Frau Marie Amalie Elise Fischer, geb. Schweder (* 18. Januar 1874 in Trebitz) geboren. Sein Vater starb während des Ersten Weltkriegs in Russland. Den Doppelnamen Fischer-Schweder legte er sich erst als Erwachsener zu.
Fischer, der eine einfache Schulbildung genoss, fand bereits früh Anschluss an Kreise der extremen politischen Rechten. Bereits im Jahr 1921 schloss er sich als Jugendlicher einem Freikorps an, bevor er 1923 in der „Schwarzen Reichswehr“ tätig war. Angeblich trat er am 11. Mai 1923 erstmals in die NSDAP ein und gehörte dieser bis zu ihrer Auflösung im Gefolge des Hitlerputsches vom November 1923 an.
Zum 28. August 1925 trat Fischer-Schweder nachweislich der neugegründeten NSDAP bei (Mitgliedsnummer 17.141). Außerdem wurde er zu dieser Zeit Mitglied der Sturmabteilung (SA), des Straßenkampfverbands der Partei. In dieser erreichte er bis 1933 den Rang eines Standartenführers und zuletzt, 1938, den Rang eines SA-Oberführers.

### Karriere im NS-Staat bis zum Zweiten Weltkrieg
Kurz nach dem Machtantritt der Nationalsozialisten im Frühjahr 1933 wurde Fischer-Schweder in den Polizeidienst aufgenommen. Seit März 1933 war er als Kriminalkommissaranwärter in Berlin-Charlottenburg tätig. Am 26. Juni 1933 ermordete Fischer-Schweder zusammen mit seinem damaligen Mentor Karl Belding den ehemaligen SA-Mann Helmuth Unger, der in der SA als Verräter galt, nachdem bekannt geworden war, dass dieser – 1931 Stabsführer in der von Belding geführten SA-Standarte – vor 1933 für die politische Polizei der Weimarer Republik in der SA als Spitzel betätigt und vertrauliche Informationen über deren Aktivitäten gegen Bezahlung an die Polizei weitergeben hatten. Fischer-Schweder und Belding verhafteten Unger an diesem Tag und brachten ihn zu einem Verhör durch den Gestapo-Kommissar Rudolf Braschwitz. Nach dem Ende der Vernehmung nahmen sie Unger erneut in ihre „Obhut“ und brachten ihn an einem unbekannten Ort um.
Im Mai 1934 wurde Fischer-Schweder als Kriminalkommissar nach Breslau versetzt. Von der Berliner SS wurde er derweil bezichtigt, sich am 19. Juni 1934 zusammen mit Belding an dem vermeintlichen Schorfheide-Attentat auf Heinrich Himmler beteiligt zu haben – das aber vermutlich niemals stattgefunden hat. Dennoch wurde er auf Befehl Himmlers, der fest überzeugt war, dass Belding und Fischer-Schweder für ein auf ihn verübtes Attentat verantwortlich waren, zusammen mit Belding am 30. Juni 1934 im Zuge der Röhm-Affäre in Breslau von der SS verhaftet. Beide Männer wurden von der SS in Gewahrsam genommen, als sie am 30. Juni 1934 zu ihrem Dienst als Kriminalbeamte im Breslauer Polizeipräsidium erschienen. Sie wurden als Gefangene ins Hausgefängnis des Polizeipräsidiums eingewiesen und später in einen Haftraum im Breslauer SS-Abschnittsquartier überführt, in dem die zur Exekution ausgewählten SA-Angehörige versammelt waren. Während Belding in der Nacht zum 1. Juli von SS-Angehörigen, zusammen mit sechs weiteren SA-Angehörigen, aus ihrem Haftraum geholt, mit Automobilen in ein Waldstück außerhalb von Breslau gebracht und dort von einem Erschießungspeloton füsiliert wurde, entging Fischer-Schweder diesem Schicksal durch etwas Glück. Der Führer des Breslauer SS-Abschnitts, SS-Oberführer Theodor Berkelmann, der Fischer-Schweder von der gemeinsamen Teilnahme an einem Kursus an der Reichsführerschule kannte und ihm zugetan war, sorgte dafür, dass dieser vor den SS-Leuten verschont blieb. Er wurde im Abschnittsquartier zurückgelassen, obwohl der Befehl aus Berlin Liquidierung lautete. Fischer-Schweder wurde auf Weisung Berkelmanns nach Berlin transportiert und dort als Häftling ins KZ Columbiahaus eingeliefert. Nach mehreren Wochen Haft wurde er wieder auf freien Fuß gesetzt.
Nach seiner Freilassung kehrte Fischer-Schweder in den Polizeidienst zurück. 1938 hatte er den Rang eines Kriminalrates erreicht. In dieser Funktion nahm er im Herbst 1938 auch am deutschen Einmarsch in das Sudetenland teil. Nach der Annexion des tschechischen Territoriums wirkte er dort am Aufbau der deutschen Polizeistrukturen mit. Für seine „hervorragende Mitarbeit in der Organisation des Einsatzes im Sudetenland“ erhielt er die Medaille zur Erinnerung an den 1. Oktober 1938 verliehen.
Bis zum Ausbruch des Zweiten Weltkrieges blieb er im schlesischen Raum (Breslau und Liegnitz) tätig, bevor er im Oktober 1940 zum kommissarischen Polizeidirektor von Memel ernannt wurde. Im Januar 1941 wurde er in dieser Position bestätigt und als ständiger Polizeidirektor von Memel eingesetzt. In dieser Stellung wurde er am 15. August 1941 mit Genehmigung Heinrich Himmlers in die SS übernommen, indem er gemäß dem Prinzip der Dienstgradangleichung in Anlehnung an seinen Polizeirang den Rang eines SS-Oberführers erhielt (SS-Nummer 401.232).

### Zweiter Weltkrieg
In Memel war Fischer-Schweder im Sommer 1941 an der Aufstellung des Einsatzkommandos Tilsit beteiligt. Dieses Kommando führte in den ersten drei Monaten des Russlandfeldzuges im Zuständigkeitsgebiet der Einsatzgruppe A Massenexekutionen im Gebiet von Litauen aus, denen laut Bericht Führers der Einsatzgruppe A, Walter Stahlecker, 5.502 Menschen zum Opfer fielen.
Am Sonntag, dem 22. Juni 1941, dem Beginn des deutschen Überfalls auf die Sowjetunion, hatte die 61. Infanterie-Division unter Generalleutnant Siegfried Haenicke die Aufgabe, in nordöstlicher Richtung nach Telšiai vorzustoßen. Auf dem Weg sollte der Ort Garsden im litauischen Grenzgebiet erobert werden. Von den etwa 3.000 Einwohnern dieses Ortes waren 600 bis 700 Juden. Während des Angriffs hatte die deutsche Stoßgruppierung einen Verlust von 100 Mann bei den Infanteristen.
Der Gestapochef von Tilsit, Regierungsrat und SS-Sturmbannführer Hans-Joachim Böhme, forderte am 23. Juni Verstärkung von Fischer-Schweder an. Dieser soll darauf erstaunt ausgerufen haben: „Donnerwetter, das sind ja Konsequenzen, die der Rußlandfeldzug mit sich bringt, an die man zunächst nicht gedacht hat.“ In einer Rede vor seinem Schupo-Kommando verteidigte er die Erschießungen mit der nachweislich falschen Begründung, die Gefangenen hätten den deutschen Truppen Widerstand geleistet. An der Exekution von 201 Menschen in Garsden am 24. Juni war Fischer-Schweder maßgeblich beteiligt: Aus eigenem Antrieb stellte er sein Schupokommando nicht, wie ursprünglich verlangt, als bloßes Absperrkommando, sondern als Exekutionskommando zur Verfügung, er schlug die offizielle „Erschießungsformel“ („Sie werden wegen Vergehen gegen die Wehrmacht auf Befehl des Führers erschossen“) vor und gab aus eigenem Antrieb Nachschüsse auf die Opfer ab. Auch an den Exekutionen in Krottingen I (Kretinga) nahm sein Schupokommando unter seinem Befehl teil, wobei er auch mutmaßliche litauische Kommunisten zuvor überprüfte und attackierende oder flüchtende Opfer erschoss.
Ab Oktober 1942 wurde er als SS- und Polizeiführer in Charkow eingesetzt. Wegen einer Kasinoschießerei wurde er 1943 disziplinarisch bestraft und zur Waffen-SS in die Leibstandarte SS Adolf Hitler versetzt. Zuletzt war er ab Januar 1945 Kompanieführer in der 12. SS-Panzer-Division „Hitlerjugend“.

### Nachkriegszeit
Nach dem Ende des Zweiten Weltkriegs tauchte Fischer-Schweder unter dem Namen Bernd Fischer unter und war unter diesem Namen zunächst einige Jahre Handelsvertreter für ein Stuttgarter Staubsaugerunternehmen, bevor er sich bemühte, wieder im öffentlichen Dienst Fuß zu fassen.
1955 wurde Fischer-Schweder Leiter des Flüchtlingslagers Wilhelmsburg bei Ulm. Seine Vergangenheit wurde aber bekannt, und er wurde aus dem Dienst entlassen. Nach einer Bewerbung beim Regierungspräsidium Südbaden wurde er abgelehnt und klagte vor dem Arbeitsgericht auf Wiedereinstellung. Der Fall wurde publik, eine Zeitung titelte mit der Schlagzeile „SS-Obersturmführer (sic!) klagt auf Wiedereinstellung“. Diese Meldung sah ein Mann, der Fischer-Schweder aus Memel kannte. Er schrieb an die Zeitung und berichtete auch von den Erschießungen. Der Leserbrief wurde an die Ulmer Staatsanwaltschaft weitergegeben, welche seine Verhaftung und die Einleitung des Verfahrens veranlasste.
Im Ulmer Einsatzgruppen-Prozess 1958 wurde Fischer-Schweder am 29. August 1958 wegen Beihilfe zum gemeinschaftlichen Mord in 526 Fällen zu 10 Jahren Zuchthaus verurteilt. Vor Gericht wurde festgestellt, dass der Angeklagte Fischer-Schweder nicht auf Befehl, sondern freiwillig aus „angeborenem Geltungsbedürfnis“ gehandelt hatte; als Beamter sei er nach Auffassung des Gerichts demgegenüber gemäß § 7 Abs. 2 des Deutschen Beamtengesetzes 1937 verpflichtet gewesen, den Erschießungsbefehl nicht zu befolgen, da dieser eine Anordnung darstellte, deren Ausführung erkennbar den Strafgesetzen zuwiderlief.
Fischer-Schweder starb 1960 in der Strafanstalt auf dem Hohenasperg bei Ludwigsburg an einer Lungenembolie.

## Ehe und Familie
Fischer-Schweder heiratete am 8. Juni 1934 in Rogau Charlotte Juliane Voigt (* 4. März 1910 in Luckenwalde).

## Archivarische Überlieferung
Im Bundesarchiv haben sich im Bestand des ehemaligen Berlin Document Center diverse Personalunterlagen zu Fischer-Schweder erhalten. So eine SS-Führerpersonalakte (SSO), eine Akte des Rasse- und Siedlungshauptamtes der SS zu seiner Verehelichung (RS), eine Akte mit Parteikorrespondenz der NSDAP zu ihm (PK) sowie eine Akte des Obersten Parteigerichtes zu einem parteiinternen Streitverfahren, an dem er beteiligt war (OPG). Ferner sind im Bundesarchiv ein Fragebogen Fischer-Schweders anlässlich der Parteistatistischen Erhebung von 1939 und ein Auszeichnungsvorschlag (R 601) anlässlich der Sudetenkrise von 1938 vorhanden.